# Echtenstein (flatgebouw)
Echtenstein is een straat en een flatgebouw daaraan in Amsterdam-Zuidoost. Straat en flat kregen op 21 januari 1971 hun naam, een vernoeming naar het herenhuis Echtenstein en indirect dus naar het dorp Echten.

## Geschiedenis
De flat komt al voor op een plattegrond van een dan nog te bouwen deel van de Bijlmermeer uit 1967. In een gebied dat omringd wordt door de Daalwijkdreef, Elsrijkdreef, Bijlmerdreef en Gooiseweg werden zogenaamde honingraatflats ingetekend, zonder dat overigens er al een naam beschikbaar is. Architecten Willem Kromhout en Jacob Groet richtten daar onder de naam Deel C een woonwijk met alleen maar hoogbouwflats in, waarvan de namen zullen beginnen met een E en G. De E-flats zullen liggen aan de zuidkant van de Daalwijkdreef. Keurig op een rijtje worden van west naar oost gebouwd Echtenstein (c1), Eeftink (C2) en Egeldonk (C3) met de daaraan gekoppelde parkeergarages. In 1971 is de Gemeente Amsterdam zover dat de straat benoemd moet worden.   
Echtenstein werd vlak daarna opgeleverd en was met een hotelnummering van 1-950 de grootste E-flat. Die huisnummering werd echter pas een jaar na oplevering doorgevoerd. Zowel gemeente als post had moeite de juiste adressen te vinden.   Het bestond uit een klein noordelijk deel (twee segmenten) en een groot zuidelijk gedeelte (drie segmenten) die via een loopbrug met elkaar waren verbonden; Echtenstein-Zuid was op haar beurt weer gekoppeld aan Gerenstein-Noord en had in het overgangsblok twee liftportieken in plaats van een zoals bij dat van de bijna identieke combiflat Florijn-Develstein; voor wat betreft uiterlijk was Echtenstein een omkering van Frissenstein. Andere grote verschillen met de F/D-buurt waren de lengte van de voorstukken (Noord groter, Zuid kleiner) en de gespiegelde indeling van een aantal flats.
In 1986 werd Echtenstein opgeknapt met o.a. een schilderbeurt en afgesloten toegangen.
Na de vliegramp van 4 oktober 1992 werd besloten om de Bijlmer ingrijpend te veranderen; dit hield in dat veel honingraatflats moesten wijken voor laagbouw. Echtenstein-Zuid bleef nog een combiflat vormen met het staartje van Gerenstein maar ging begin jaren 00 toch tegen de vlakte om plaats te maken voor vervangende woonruimte.
Van Echtenstein-Noord bleef alleen het noordelijk deel aan de dreef gespaard en in de jaren 2005/2006 vond er in opdracht van Rochdale een grote renovatie plaats door Van Schagen Architecten (Klaas Waarheid) waarbij men van de hotelnummering is afgestapt. Het gehele overgebleven flatgebouw, 20% van het origineel, werd omgedoopt tot Klein-Echtenstein. Van Schagen liet het originele uiterlijk zoveel mogelijk met rust, maar bouwde de flat om tot studentenwoningen, kunstenaarsateliers en opvang van daklozen. Opvallend daarbij werden ook een grijstinten aan de kopgevel. Bij de sloop verdwenen de bruggen 1420 en 1421.
Ten westen van Echtenstein werd in 2022/2023 gebouwd aan Nieuw-Echtenstein, bij oplevering genaamd Egoli-toren.
Zusje Eeftink verdween in diezelfde sanering geheel van de kaart, van Egeldonk bleef alleen het zuidelijke staartstuk over; het werd opgenomen in flat Gravenstein. Op de plaats van de gesloopte delen kwam laagbouw. 